# Coquetel champagne
O coquetel champanhe ou Godmother é uma bebida alcoólica, ou um coquetel feito com açúcar, bíter de Angostura, champanhe, conhaque e guarnecido com uma cereja marrasquino. A bebida é classificada como um coquetel do tipo "clássico e contemporâneo" pela International Bartenders Association (IBA), que definiu sua receita padrão.

## História
O coquetel champanhe é um dos mais antigos coqueteis, criado em meados do século XIX. A primeira menção escrita ao Coquetel Champanhe foi em 1855, em uma publicação de Harper & Brothers em Nova York. Uma receita para o coquetel aparece no livro Bon Vivant's Companion, de Jerry Thomas, em 1862, porém omite o uso de aguardente ou Cognac. Essa receita é considerada a versão "clássica" americana.

## Receita
O coquetel pode ser preparado direto na taça, de preferência do tipo flute, previamente gelada. De acordo com a IBA, a receita oficial do coquetel é a seguinte:
- 90 ml de champanhe frio
- 10 ml de Cognac
- 2 dashes[nota 1]  de bíter Angostura
- 1 torrão de açúcar[nota 2]

Despeje o bíter Angostura no torrão de açúcar e mergulhe-o na taça de champanhe. Adicione Cognac e, depois, adicione suavemente o champanhe gelado. Enfeite com fatia de laranja e cereja marrasquino.